# Fabian von Borcke
Fabian von Borcke (* 1966) ist ein deutscher Unternehmer und ehemaliger Hamburger Politiker (STATT Partei).

## Leben
Nach einem Studium an der London School of Economics (1985–1989) arbeitete Borcke ein Jahr als Forschungsassistent an der City Polytechnic of Hong Kong. Es folgten Tätigkeiten als Softwareentwickler und Berater bei Hapag-Lloyd und Reuters.
1999 gründete Borcke mit Thomas Ochmann den IT-Dienstleister „AKRA GmbH“.

## Politik
Borcke war 1993 Gründungsmitglied der Hamburger Wählervereinigung STATT Partei. Im Januar 1997 zog er als Nachrücker für die zurückgetretene Politikerin Rotraut Meyer-Verheyen in die Hamburgische Bürgerschaft ein. Die STATT Partei konnte sich nur in der 15. Wahlperiode  im Parlament halten, da sie bei der Bürgerschaftswahl im September 1997 mit 3,8 % die 5 %-Hürde verfehlte. Während seiner 9 Monate im Parlament vertrat Borcke seine Fraktion im Kultur- sowie im Bau- und Verkehrsausschuss. Wie viele andere Gründungsmitglieder verließ Borcke die STATT Partei 1998.